# 中华文蛤
中华文蛤（学名：Meretrix petechialis），又称文蛤、短文蛤、大文蛤等，在中国常称为短文蛤，俗称马蹄蛤、花蚬子等，是帘蛤目帘蛤科文蛤属的一种。主要分布于中国大陆（东海、黄海）以及朝鲜半岛沿海，常栖息在潮间带到20米泥沙底。為中国北方沿海最常见的文蛤，是目前中国滩涂大规模人工养殖的重要品种。在日本被視為入侵生物。而在韓國由於乾潟地的開拓，亦令當地中華文蛤的數量減少。
中华文蛤主要分布在中国南部沿海、台湾、越南北部，于2017年发现与北方种群有遗传学上的分离，分布范围的分界点约在福建一带。2019年，此种群被描述为新种台灣文蛤（M. taiwanica），並於2023年3月正式命名。